# 特伦顿 (新泽西州)
特倫頓（英語：Trenton, New Jersey）是美國新澤西州的州府、默瑟縣縣治。位於該州中部，西隔特拉華河與賓夕法尼亞州相望。

## 历史
今天特伦顿地区最早已知的居民是美国原住民莱纳佩人，尤其是17世纪中期特拉华河上最大的部落阿克西翁部落。
1679年，贵格会在当时被称为特拉华瀑布的地区建立了特伦顿的第一个欧洲定居点，由英国谢菲尔德汉斯沃斯的马龙·斯泰西领导。贵格会教徒当时在英国受到迫害，北美提供了行使宗教自由的机会。
到1719年，该镇以威廉·特伦特的名字命名为“特伦特镇”，威廉·特伦特是该镇的主要土地所有者之一，他从斯泰西家族手中购买了周围的大部分土地。这个名字后来被缩短为“特伦顿”。
1720年3月2日，第一个市政边界被记录下来，法院和监狱也在同一时间建造。

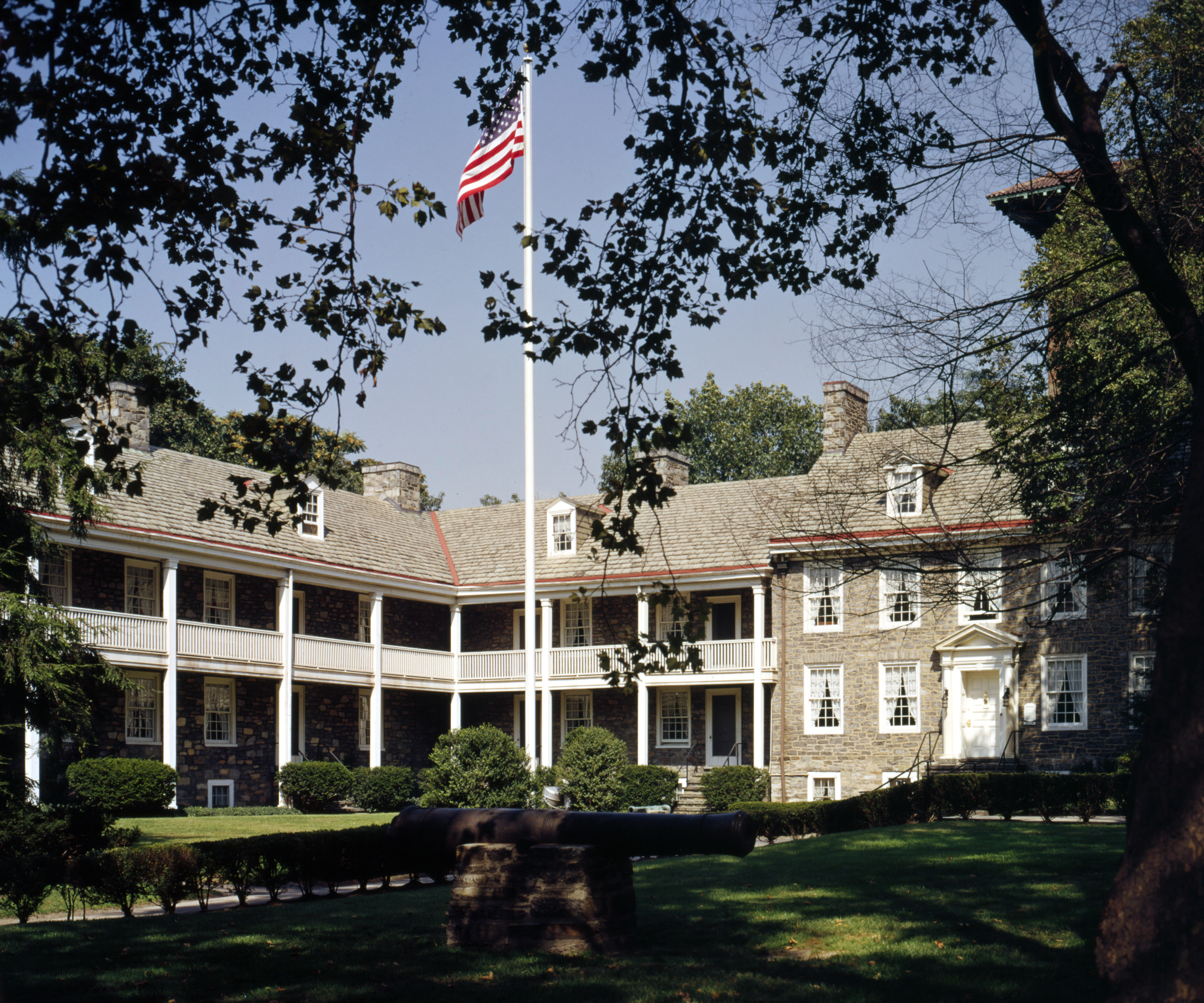
位于特伦顿南威洛路的老兵营

1758年，英法北美战争期间，老军营被建造起来供英国士兵居住。1764年1月19日，殖民地邮政局长本杰明·富兰克林任命新泽西州亨特登县民兵中校、特伦顿著名商人亚伯拉罕·亨特为该市第一任邮政局长。1775年10月13日，美国独立战争爆发后不久，亨特再次被任命为特伦顿的邮政局长。
在美国独立战争期间，特伦顿是特伦顿战役的发生地。1776年12月25日至26日，乔治·华盛顿和他的军队渡过结冰的特拉华河前往特伦顿，在那里他们击败了驻扎在那里的黑森佣兵。1777年1月2日，特伦顿的第二场战役，即阿逊平克溪战役在这里打响。战争结束后，邦联议会于1784年11月1日至1784年12月24日在法国军火酒馆举行了为期两个月的会议。虽然新英格兰和其他北部各州更倾向于将这座城市作为新国家的永久首都，但南部各州最终在梅森-迪克森线以南的选址上获胜。1789年4月21日，这座城市为乔治·华盛顿在纽约市的首次就职典礼上举办了招待会。特伦顿战役纪念碑是一座150英尺（46米）高的花岗岩柱，上面有乔治·华盛顿的雕像，建于1893年，以纪念这场战役。
特伦顿于1790年成为州首府，但在那一年之前，新泽西州议会经常在该市开会。该市于1792年11月13日获得法人地位。1792年，新泽西州议会大厦建成，成为美国第三古老的州议会大厦。1799年，在当时的首都费城爆发黄热病后，联邦政府将办公室迁至特伦顿几个月。
1812年战争期间，美国陆军的主要医院位于布罗德街。
特伦顿自1730年代以来一直保持着钢铁工业，至少自1723年以来一直保持陶瓷工业。19世纪30年代，特拉华州和拉里坦运河以及卡姆登和安博伊铁路的建成刺激了特伦顿的工业发展。1845年，实业家彼得·库珀开设了一家轧钢厂。1848年，工程师约翰·罗布林（John Roebling）将他的金属绳索厂搬到了这座城市，那里制造了包括布鲁克林大桥在内的桥梁悬索。在整个19世纪，特伦顿稳步发展，因为欧洲移民来到这里的陶器和金属绳索厂工作。特伦顿成为铁路、卡车、橡胶、塑料、金属加工、电力、汽车零部件、玻璃和纺织业的工业中心。
这座城市规模最大、历史最悠久的产业是陶瓷业。从19世纪50年代到50年代，数十家陶器公司令特伦顿称为“美国的斯塔福德郡”。19世纪末，沃尔特·斯科特·莱诺克斯创立了陶瓷艺术公司，最终成为莱诺克斯股份有限公司，一家全国知名的精细瓷器生产商。莱诺克斯为多位美国总统设计并制造了白宫瓷器。
1834年2月22日，特伦顿镇的部分地区形成了尤英镇区。特伦顿镇的剩余部分于1837年4月10日被该市吞并。1837年，由于人口太多，无法通过议会进行政府管理，因此通过了一个新的市长政府，其章程一直沿用至今。在19世纪后半叶，特伦顿吞并了多个自治市：1851年4月14日吞并了南特伦顿自治市，1856年4月4日吞并了诺丁汉镇的部分地区，1888年3月30日吞并了钱伯斯堡和米尔厄姆镇，1898年2月28日吞并了威尔伯自治市。900年3月23日，尤英镇和汉密尔顿镇的部分被并入特伦顿。
1855年，新泽西学院在特伦顿成立。1865年，莱德大学也在特伦顿成立。默瑟社区学院于1966年在特伦顿成立。
特伦顿六人组是一群黑人男子，他们因涉嫌于1948年1月用苏打水瓶谋杀了一名年长的白人店主而被捕。他们在没有逮捕令的情况下被捕，拒绝律师，并根据所谓的逼供被判处死刑。在共产党和全国有色人种协进会的参与下，进行了几次上诉，共进行了四次审判。最终，被告（除了一名在狱中死亡的人）被释放。这一事件是凯茜·内珀撰写的《泽西的正义：特伦顿六人的故事》一书的主题。
在20世纪50年代，新泽西州购买了当时斯泰西公园的很大一部分，这是一个位于市中心附近的大型河滨公园，里面有大型开放草坪、景观和长廊。尽管有反对修建29号公路的抗议活动，但公园的大部分被拆除，为建设29号公路让路。建成后，该地区大部分都是停车场和分散的州办公楼，将城市与河滨隔开。

### 1968年骚乱
1968年的特伦顿骚乱是4月4日民权领袖马丁·路德·金在孟菲斯遇刺后的一周内发生的一场重大内乱。民权活动家被谋杀后，全国爆发了种族骚乱。200多家特伦顿企业遭到洗劫和焚烧，其中大部分位于市中心。300多人被捕，其中大多数是年轻的黑人男子，他们的指控从袭击和纵火到抢劫和违反市长的紧急宵禁。除了16名受伤的警察外，还有15名消防员在城市医院接受治疗，他们在扑灭熊熊大火时受伤或被暴徒打伤。该地区的居民拉下假警报，然后向响应警报箱的消防员投掷砖块。这一经历，以及其他主要城市的类似经历，有效地结束了敞篷消防车的使用。作为一项临时措施，特伦顿消防局在获得新设备之前，用钢板制作了临时驾驶室外壳。该市最初估计市中心企业遭受的损失为700万美元，但保险索赔和理赔总额为250万美元。
特伦顿的战斗纪念碑街区损失最严重。自20世纪50年代以来，北特伦顿目睹了中产阶级居民的稳步外流，骚乱标志着北特伦顿的结束。到20世纪70年代，该地区已成为该市最破败、犯罪率最高的地区之一。

## 地理
根据美国人口普查局的数据，该市总面积为8.21平方英里（21.25平方公里），包括7.58平方英里（19.63平方公里）的土地和0.63平方英里（1.62平方公里）（7.62%）的水域。就土地面积而言，特伦顿也是美国第二小的州府城市，仅次于马里兰州的安纳波利斯。
特伦顿位于该州的地理中心附近，位于该市东南5英里（8.0公里）处。
默瑟县构成了自己的大都市统计区，特伦顿-普林斯顿MSA，它是纽约都会区的一部分。当地人认为特伦顿是中泽西一部分，因此既不属于北泽西，也不属于南泽西，尽管有时两者都包括在内。他们通常在纽约或费城的势力范围内存在分歧。虽然它离费城更近，但许多人通勤到纽约市，搬到那里是为了逃避纽约地区的高昂住房成本。
特伦顿是与另一个州接壤的两个州府之一，另一个是内华达州的卡森城。
特伦顿与默瑟县的尤英镇区、哈密尔顿镇区和劳伦斯镇区接壤；宾夕法尼亚州巴克斯县的福尔斯镇区、下马克菲尔德镇区和莫里斯维尔，位于宾夕法尼亚州的特拉华河对岸。
东北走廊穿过特伦顿。在费城中心城区和曼哈顿下城之间画一条直线，将在新泽西州议会大厦2000英尺范围内通过。
横跨特拉华河的几座桥梁将特伦顿连接到宾夕法尼亚州的莫里斯维尔，所有这些桥梁都由特拉华河联合收费桥梁委员会运营。特伦顿-莫里斯维尔收费大桥始建于1952年，全长1,324英尺（404米），包含1号美国国道。下特伦顿大桥，承载着“特伦顿成就世界”的传说，是一座1,022英尺（312米）的跨度，建于1928年，建在一座可追溯到1804年的桥梁上。卡尔洪街大桥，可追溯到1884年，长1274英尺（388米）。

### 街区
特伦顿是众多街区和次街区的所在地。主要街区是从四个罗盘方位划分的。特伦顿曾经是大型意大利、匈牙利和犹太社区的所在地，但自20世纪50年代以来，人口结构的变化使这座城市变成了一个相对隔离的城市飞地，由中低收入的非裔美国人和新移民组成，其中许多人来自拉丁美洲。意大利人分散在整个城市，但一个独特的意大利社区集中在南特伦顿的钱伯斯堡社区。自20世纪70年代以来，这个社区一直在衰落，主要是由于经济和社会向城市周边郊区的转移。如今，钱伯斯堡拥有庞大的拉丁裔社区。许多拉丁裔移民来自墨西哥、危地马拉和尼加拉瓜。钱伯斯堡社区还有一个重要且不断增长的亚洲社区，主要由缅甸和不丹/尼泊尔难民组成。
北区曾经是该市中产阶级的圣地，现在是经济状况最糟糕的地区之一，1968年马丁·路德·金遇刺后，这里因种族骚乱而四分五裂。尽管如此，该地区仍保留着许多重要的建筑和历史遗迹。北特伦顿仍然有一个与劳伦斯镇接壤的大型波兰裔美国人社区，其中许多人参拜布伦瑞克大道上的圣海德薇罗马天主教堂。圣海德薇教堂是由波兰移民于1904年建造的，他们中的许多家庭仍然参加教堂活动。北特伦顿也是历史悠久的示罗浸信会教堂的所在地，该教堂是特伦顿最大的礼拜场所之一，也是该市最古老的非裔美国人教堂，成立于1888年。该教堂目前由达雷尔·L·阿姆斯特朗牧师担任主牧师，他在2002年盐湖城冬奥会上担任奥运火炬手。同样位于北特伦顿南端的是该市的战斗纪念碑，也被称为“五点”。这是一座150英尺（46米）的建筑，标志着美国独立战争期间乔治·华盛顿的大陆军发动特伦顿战役的地点。它面向特伦顿市中心，是这座城市历史的象征。
南区是一个多元化的社区，居住着许多拉丁美洲人、意大利裔美国人和非裔美国人。钱伯斯堡街区曾是该地区众多意大利餐厅和比萨店的目的地。随着人口结构的变化，许多企业要么关闭，要么搬迁到郊区。
东区是特伦顿最小的社区，是特伦顿公共交通中心和特伦顿中央高中的所在地。

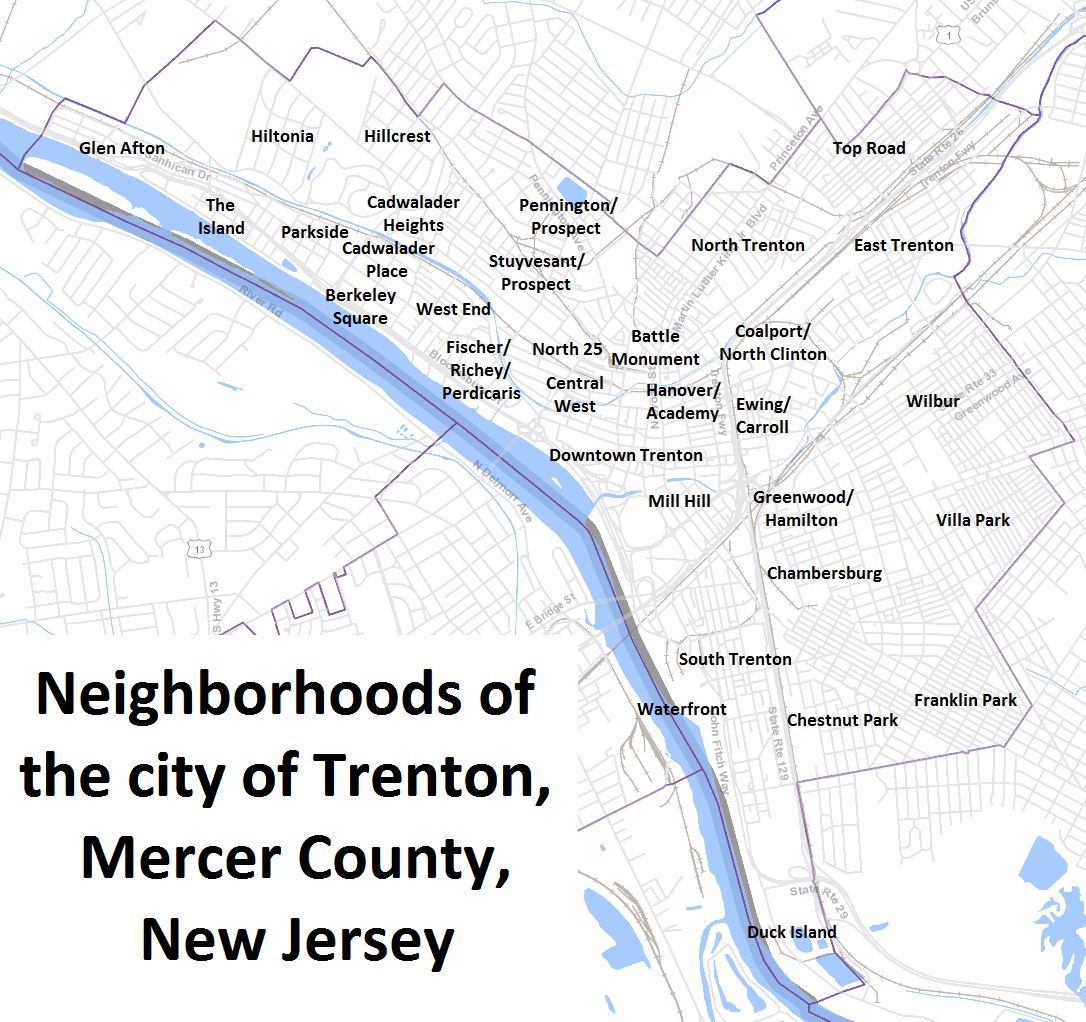
特伦顿街区示意图

西区是特伦顿郊区社区的所在地。

### 气候
根据柯本气候分类，特伦顿位于副热带湿润气候（Cfa）带的北部，全年降水分布相当均匀。Cfa气候是阿巴拉契亚山脉绝热变暖、低海拔和靠近海岸的结果，而不是处于温和温度的直接边缘。
夏季炎热潮湿，7月日平均气温为76.3°F（24.6°C）；21.8天内温度达到或超过90°F（32°C）。当酷热指数达到100°F（38°C）时，可能会出现极端高温和湿度。极端气温从1934年2月9日的-14°F（-26°C）到2011年7月22日的106°F（41°C）不等。然而，达到0°F（-18°C）或100°F（38°C）的气温并不常见。
冬季寒冷潮湿：1月的日平均气温为32.0°F（0.0°C），每年有3.9个晚上气温在10°F（-12°C）或以下，而有17天气温没有超过冰点。每隔几年，当风寒指数低于0°F（-18°C）时，可能会出现极端寒冷和大风。特伦顿市法院的植物耐寒区为7a，年平均极端最低气温为1.2°F（-17.1°C）。
平均降水量为每年45.47英寸（115厘米），全年分布相当均匀。平均最干燥的月份是二月，平均降水量为2.63英寸（67毫米），而最潮湿的月份是七月，平均降雨量为4.39英寸（11厘米），与雷暴活动的年度峰值相对应。1999年9月16日，飓风弗洛伊德经过期间，单日降雨量记录为7.25英寸（18.4厘米）。由于飓风康妮和飓风黛安的通过，1955年8月的历史月降雨量记录为14.55英寸（37.0厘米）。有记录以来最潮湿的一年是1996年，降雨量为67.90英寸（172厘米）。另一方面，有记录以来最干燥的月份是1963年10月，当时只有0.05英寸（0.1厘米）的降雨量。1957年记录的降水量为28.79英寸（73厘米），是该市有史以来最低的。
降雪量每年变化更大。平均季节性（11月至4月）降雪总量为24至30英寸（61至76厘米），但从1918年至1919年冬季的低至2英寸（5.1厘米）到1995年至1996年的高达76.5英寸（194.3厘米）不等，其中包括最大的单次风暴降雪，即1996年1月7日至8日的暴风雪，当时降雪量为24.2英寸（61.5厘米）。[84]平均降雪量最大的月份是二月，这与东北风暴活动的年度高峰相对应。

## 人口
2023年特伦顿人口为89,620人，比2020年数据减少了1.4%。

### 2020年统计
2020年特伦顿人口为90,871人，其中拉丁裔为40,905人，非裔为38,386人，非拉丁裔白人为8,510人。
特伦顿的拉丁裔人口在过去几十年中大幅增长，现在占该市居民的很大一部分。根据2020年美国人口普查，特伦顿45.01%的人口被确定为拉丁裔，高于2010年的33.71%、2000年的21.53%和1990年的14.13%。这一人口结构变化反映了该市日益多样化的更广泛趋势。特伦顿最大的拉丁裔群体是危地马拉人，占特伦顿总人口的14.66%，其次是波多黎各人（10.09%）、多米尼加人（4.80%）和其他拉丁裔群体，包括墨西哥、洪都拉斯和厄瓜多尔社区。不断增长的人口对这座城市产生了显著的文化、社会和经济影响，促成了它的身份认同。例如，近年来，每年9月15日庆祝危地马拉独立的节日吸引了数千人。

### 2010年统计
2010年美国人口普查显示，该市有84,913人、28,578户共居家庭和17,747户亲属家庭。人口密度为每平方英里11101.9人（4286.5人/km2）。共有33,035套住房，平均密度为4319.2平方英里（1667.7平方公里）。种族构成为26.56%（22,549人）白人，52.01%（44,160人）非裔美国人，0.70%（598人）美国原住民，1.19%（1,013人）亚裔，0.13%（110人）太平洋岛民，15.31%（13,003人）来自其他种族，4.10%（3,480人）来自两个或多个种族。任何种族的拉丁裔占人口的33.71%（28,621人）。

## 经济
特伦顿是19世纪末和20世纪初的主要制造业中心。那个时代的一个遗迹是“特伦顿制造，世界接受”的口号，该口号显示在下自由桥（特伦顿-莫里斯维尔收费桥以北）上。该市于1917年采用了这一口号，以代表特伦顿当时作为橡胶、钢索、陶瓷和雪茄主要制造中心的领先地位。它是美国标准最大的管道设备制造工厂的所在地。
与20世纪70年代的许多其他美国城市一样，特伦顿也陷入了制造业和工业工作岗位减少的艰难时期。与此同时，州政府机构开始在周边郊区租赁办公空间。州政府领导人（特别是州长威廉·卡希尔和布伦丹·伯恩）试图通过使市中心成为州政府的中心来振兴市中心地区。1982年至1992年间，十几栋办公楼主要由州政府建造，以容纳州政府办公室。今天，特伦顿最大的雇主仍然是新泽西州政府。每个工作日，20,000名政府工作人员从周边郊区涌入城市。
特伦顿的数千家知名企业包括意大利人民面包店，这是一家成立于1936年的批发和零售面包店。德洛伦佐的番茄馅饼和帕帕斯番茄馅饼多年来一直是该市的常客，尽管最近都搬到了郊区。

### 城市产业区
特伦顿的部分地区是城市产业区（UEZ）的一部分。该市于1983年被选为首批参与该计划的10个地区之一。除了鼓励在产业区内就业的其他福利外，购物者还可以在符合条件的商家享受3.3125%的营业税率（全州6+5/8%税率的一半）。该市城市产业区成立于1986年1月，2023年12月到期。
特伦顿和其他四个原始UEZ城市的UEZ计划于2017年1月1日被允许失效，此前州长克里斯·克里斯帝称该计划“彻底失败”，否决了一项将该地位延长两年的妥协法案。2018年5月，州长菲尔·墨菲签署了一项法律，在这五个城市恢复了该计划，并延长了其他地区的有效期。
2018年，该市的平均房产税账单为3,274美元，是该县最低的，而默瑟县的平均账单为8,292美元，全州为8,767美元。该市的房产税率在新泽西州排名第六，2020年的平均税率为5.264%，而整个县的平均税率是2.760%，全州平均税率为2.279%。

## 文化
特伦顿是新泽西州文化重镇，新泽西州博物馆、紐澤西州图书馆、特伦顿市立博物馆、特伦顿战争纪念馆（1932年建立以纪念一战阵亡士兵）等重要文化设施均位于该市。

### 主要景点

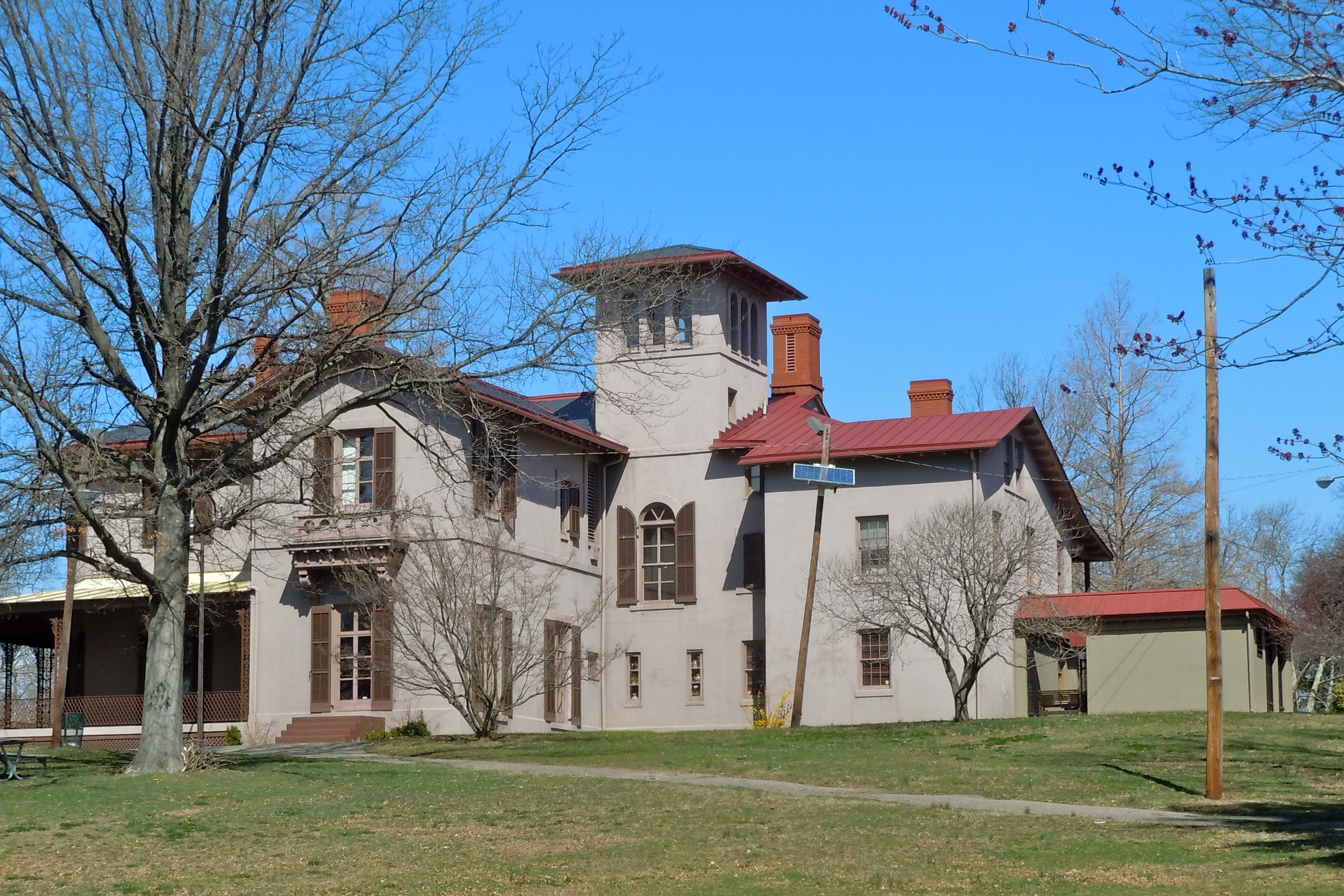
特伦顿市立博物馆

- 新泽西州立博物馆-汇集了考古学和人种学、美术、文化史和自然史。[35]

- 新泽西州议会大厦最初由乔纳森·多恩于1792年建造，1845年、1865年和1871年进行了重大扩建。[36]

- 新泽西州立图书馆是全州图书馆的中心资源，为州立法机构和政府服务。

- 特伦顿市博物馆-自1978年以来，该博物馆位于意大利风格的1848年埃拉斯利宅邸内，展出与该市历史相关的艺术品和其他材料。

- 特伦顿战争纪念馆（Trenton War Memorial）于1932年完工，是一座纪念第一次世界大战期间默瑟县战争死难者的建筑，由新泽西州拥有和运营，该建筑是一座拥有1800个座位的剧院的所在地，经过五年的大规模翻修工程后，该剧院于1999年重新开放。

- 旧军营——可追溯到1758年英法北美战争，军营是作为英国军队的住所而建造的，而不是将士兵安置在当地居民的家中。该遗址在独立战争期间被大陆军和英国军队使用，是该州最后一个殖民地军营。

- 特伦顿战役纪念碑-位于五点街区的中心，这座纪念碑是为了纪念1776年12月26日大陆军在特伦顿战役中的胜利而建造的。这座纪念碑由约翰·邓肯设计，在148英尺（45米）高的花岗岩柱上的基座上有一尊乔治·华盛顿的雕像。

- 特伦顿市政厅-该建筑基于建筑师斯宾塞·罗伯茨1907年的设计建造，于1910年向公众开放。议会会议厅有两层楼高，有一幅埃弗里特·希恩的壁画，突出了特伦顿的工业历史。

- 威廉·特伦特之家-由威廉·特伦特于1719年建造，次年规划了特伦顿市，该房屋归州长刘易斯·莫里斯所有，他在1740年代将该房屋用作官邸。19世纪30年代，总督菲利蒙·迪克森将这所房子用作他的官邸，19世纪50年代罗德曼·普莱斯也是如此。

- 亚当斯和西克尔斯大楼（1980年1月31日添加，编号80002498）是西区街区的焦点，以其苏打水喷泉和街角药剂师而闻名。

- 朋友墓地毗邻特伦顿之友会议室，是该市早期历史上几位杰出的国家和州政治人物的墓地。

- 特伦顿之友会议室（2008年4月30日添加，编号08000362），可追溯到1739年，1776年被英国龙骑兵占领，后来在独立战争中被大陆军占领。

- 卡弗中心——前身为阳光麋鹿旅馆，以非裔美国农业科学家和发明家乔治·华盛顿·卡弗的名字命名。1922年至1975年，该建筑因其在黑人种族遗产中的重要性而被列入国家史迹名录。

- 旧共济会会堂-1793年的历史建筑，作为州议会历史区的贡献性资产，被列入国家史迹名录。

### 体育
由于特伦顿与纽约和费城的距离几乎相等，而且默瑟县的大多数家庭都能接收到这两个城市的网络广播，因此当地人在支持两个城市的情况下存在严重分歧。费城的费城人队、老鹰队、76人队、联盟队和飞人队的球迷经常与纽约洋基队、大都会队、篮网队、尼克斯队、流浪者队、岛民队、喷气机队、红牛队和巨人队或新泽西魔鬼队的球迷一起欢呼（和争吵）。
1948年至1979年间，位于邻近汉密尔顿镇的特伦顿赛道举办了世界级的赛车比赛。吉姆·克拉克、A·J·福伊特、马里奥·安德烈蒂、阿尔·翁瑟尔、博比·翁瑟尔、理查德·佩蒂和博比·艾利森等车手在1英里（1.6公里）的沥青椭圆形赛道上比赛，然后重新配置了1+1/2英里（2.4公里）的赛道。这条赛道于1980年关闭，成为更大的新泽西州游乐场综合体的一部分，该综合体也于1983年关闭。高速公路和游乐场的旧址现在是雕塑场。
特伦顿雷霆队是乔·普卢梅里（Joe Plumeri）拥有的一支小联盟球队，在6341个座位的艾禾美公园球场打球，这座球场是普卢梅里在1999年以父亲的名字命名的。该队以前隶属于纽约洋基队、波士顿红袜队、底特律老虎队，在搬到特伦顿之前，还隶属于芝加哥白袜队，但从2021年开始成为美国职业棒球大联盟选秀联盟的一支非附属大学夏季棒球队。
职业室内足球联赛的特伦顿自由成立于2013年，在太阳国民银行中心进行比赛。自由队于2015年结束运营，加入了短命的特伦顿钢铁队（2011年）和特伦顿闪电队（2001年），成为室内美式足球队，在竞技场有短暂的运营寿命。

## 政治

### 政府
特伦顿受福克纳法案管辖，该法案正式称为《任择市政宪章法》，隶属于市政府市长委员会制度，是全州564个使用这种政府形式的79个市之一。管理机构由一名市长和一个由七名成员组成的市议会组成。其中三名市议会议员由普选产生，在通过四个选区选出另外四名议员。作为11月大选的一部分，市长和议会成员在无党派的基础上同时选举产生，任期四年。
2020年10月，市议会推翻了市长的否决权，将市政选举从5月推迟到11月，支持者称投票率增加，每个选举周期为该市节省了18万美元。市长和议会成员的任期结束日期都延长了六个月，并从2022年6月30日延长至12月31日。该市保留了一项规定，即如果得票最多的候选人没有获得多数票，将在12月进行决选。
截至2023年，特伦顿市长为里德·古斯奇奥拉，任期至2026年12月31日。市议会成员包括贾西·爱德华兹（普选）、克里斯塔尔·费利恰诺（普选），特斯卡·弗里斯比（西区）、雅兹米内利·冈萨雷斯（普选）和约瑟夫·哈里森（东区）、詹娜·菲格罗亚·凯滕伯格（南区）和詹妮弗·威廉斯（北区）。
由于他们在2022年11月的大选中没有超过50%的最低比例，因此在12月举行了南北选区席位的决选。詹妮弗·威廉斯以一票之差击败阿尔杰农·沃德（Algernon Ward）赢得了北部席位，这使威廉斯成为新泽西州历史上第一位当选市议会职位的跨性别人士，也是特伦顿市历史上第一个LGBTQ+市议会成员。詹娜·菲格罗亚·凯滕伯格赢得了南选区席位，击败了达米安·马拉夫，后者在选举日领先但未能保持到截止时间，而2023年1月的决选中，贾西·爱德华兹、克里斯塔尔·费利恰诺和雅兹米内利·冈萨雷斯赢得了三个席位。
2023年2月，新泽西州高等法院法官威廉·安科洛维茨审理了北选区决选中阿尔杰农·沃德和詹妮弗·威廉斯两位候选人的选举挑战案件。沃德质疑的三张选票都被拒绝了，因为它们是邮寄选票，没有按照要求的内层信封退回。沃德质疑的另一个拒绝是一个涉及选民寄错地方的补救信的案件，导致其不被计算在内。威廉斯对一张选票提出质疑，由于该选票同时投票给沃德和威廉斯，因此未被计算在内。安科洛维茨法官确定，沃德的投票被大幅削减表明选民打算投票给威廉斯，因此确定投票应该被计算在内。在重新计票后，人们听到了这些选举挑战，但重新计票并没有改变投票结果。詹妮弗·威廉斯因此继续担任特伦顿市议会北区席位。
2014年2月7日，托尼·麦克（Tony F.Mack）和他的兄弟拉斐尔（Raphiel）被联邦陪审团判定犯有贿赂、欺诈和敲诈勒索罪，理由是他们参与了一项计划，该计划旨在通过帮助获得批准来开发市中心停车场，作为执法部门诱捕行动的一部分。定罪几天后，新泽西州总检察长办公室提出动议，要求罢免麦克，因为州法律要求在腐败定罪后罢免民选官员。最初，麦克反对将其免职，但在2月26日，一名高等法院法官下令将其免职。麦克在2月7日至2月26日间采取的任何行动都可能被穆沙尔撤销。此前，麦克的住房主管在得知他被判盗窃罪后辞职。他的幕僚长在试图购买海洛因时被捕。他的同父异母兄弟因涉嫌盗窃被捕。他的法律总监在与麦克就遵守公开记录法和可能违反禁止向大型竞选捐助者签订城市合同的法律进行争论后辞职。
从2014年2月7日到7月1日，由于市长麦克被定罪，代理市长是乔治·穆沙尔，穆沙尔从2010年7月1日开始就任市议会主席，因被市议会选为临时市长，直至7月1日麦克的任期结束。

### 联邦、州、郡代表

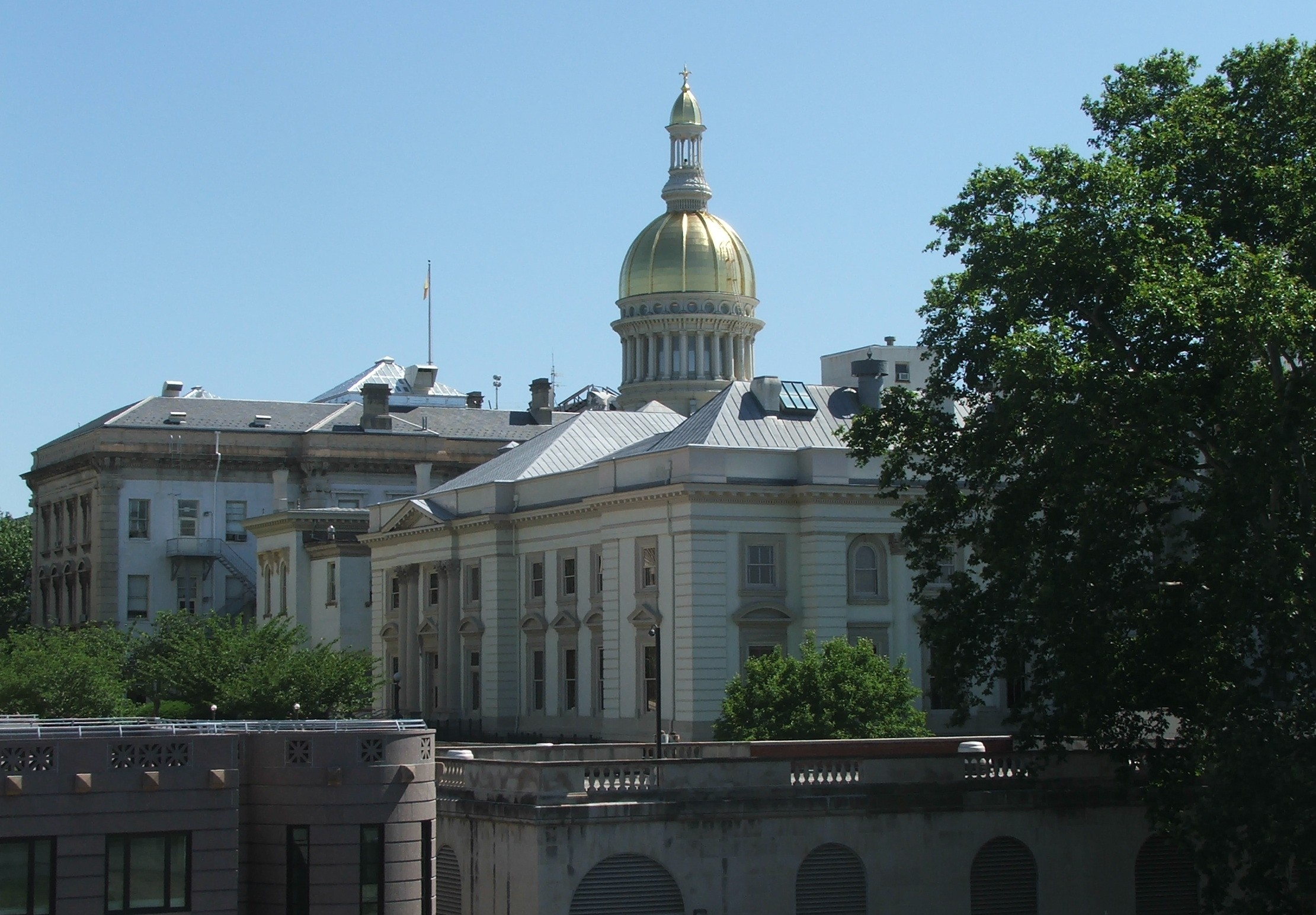
新泽西州议会大厦

特伦顿位于第12国会区，是新泽西州第15个州立法区的一部分。
在第119届美国国会中，新泽西州的第12国会选区由博妮·沃特森·科尔曼（尤英镇区民主党人）代表。新泽西州在美国参议院由民主党人科瑞·布克（纽华克，任期至2027年）和安迪·金（穆尔斯敦，任期至2031年）代表。
在2024-2025年的州议会上，新泽西州议会的第15个议会区在州参议院由雪莉·特纳（劳伦斯镇区民主党）代表，在州众议院由韦里娜·雷诺兹·杰克逊（特伦顿民主党）和安东尼·韦雷利（霍普韦尔镇区民主党）代表。
默瑟县由一名负责监督该县日常运营的县行政长官和一个由七名成员组成的县专员委员会管理，该委员会以立法身份行事，制定政策。所有官员都是在党派选举中普选产生的，行政长官任期四年，而委员任期三年，任期交错，每年有两到三个席位作为11月大选的一部分进行选举。截至2025年，默瑟县行政长官为丹尼尔·本森（汉密尔顿镇区民主党人），任期至2027年12月31日。默瑟县的专员如下：
露茜雷·沃尔特（2026年，尤因镇区民主党人），主席约翰·奇米诺（2026年，汉密尔顿镇区民主党人，大萨穆埃尔·弗里斯比（2027年，特伦顿民主党人）、凯瑟琳·刘易斯（2025年，劳伦斯镇区民主党人。副主席克里斯廷·麦克劳克林（民主党，霍普韦尔镇区，2027年），妮娜·梅尔克（民主党，汉密尔顿镇区，2025年）和特伦斯·斯托克斯（民主党，尤因镇区，2027年）。
默瑟县的宪法官员有：书记员保菈·索拉米·科韦洛（民主党，劳伦斯镇区，2025年），警长约翰·凯姆勒（民主党，汉密尔顿镇区，2026年）和代理人黛安娜·格罗夫斯基（民主党，劳伦斯镇区，2026年）。

### 政治趋势
截至2011年3月，特伦顿共有37,407名登记选民，其中16,819人（45.0%）登记为民主党人，1,328人（3.6%）登记为共和党人，19,248人（51.5%）登记为无党派人士。有12名选民登记到其他政党。
在2012年的总统选举中，民主党人巴拉克·奥巴马获得了93.4%的选票（23,125张），遥遥领先于共和党人米特·罗姆尼6.2%（1,528张）和其他候选人0.4%（97张），该市40,362名登记选民投出27,831张选票（3081张选票被破坏），投票率为69.0%。在2008年的总统选举中，民主党人巴拉克·奥巴马获得了89.9%的选票（23,577张），遥遥领先于共和党人约翰·麦凯恩8.2%（2157张）和其他候选人0.5%（141张），该市41,005名登记选民投出26,229张选票，投票率为64.0%。2004年、2020年和2024年的总统选举是自2004年以来共和党候选人获得超过10.0%选票的三次选举。另外，2004年总统选举中的乔治·W·布什和2024年总统选举的唐纳德·特朗普是特伦顿唯一获得15.0%以上选票的共和党人。
在2013年的州长选举中，民主党人芭芭拉·博诺获得了74.7%的选票（9,179张选票），领先于共和党人克里斯·克里斯蒂24.7%（3,035张选票）和其他候选人0.6%（77张选票）。在该市38,452名登记选民投出的11884张选票（407张选票被破坏），投票率为30.9%。在2009年的州长选举中，民主党人乔恩·科尔津获得了81.6%的选票（10,235张选票），大幅领先于共和党人克里斯·克里斯蒂 12.4%（1,560张选票）、独立人士克里斯·达格特 2.4%（305张选票）和其他候选人1.1%（135张票），在该市38,345名登记选民12537张选票中，投票率为32.7%。

## 教育

### 学院和大学
特伦顿是两所高等教育机构的所在地：托马斯爱迪生州立大学，为全国和世界各地的成年学生提供教学服务和默瑟县社区学院的詹姆斯·科尼校区。
新泽西学院前身为特伦顿州立学院，于1855年在特伦顿成立，现位于附近的尤英镇区。莱德大学于1865年在特伦顿成立，当时名为特伦顿商学院。1959年，莱德搬到了附近劳伦斯镇区的现址。

### 公立学校
特伦顿公立学校为学前班至十二年级的学生提供教学服务。该地区是根据新泽西州最高法院在阿伯特诉伯克案中的裁决而在全州范围内设立的31个前阿伯特区之一，这些地区现在被称为“SDA地区”，因为州政府需要在新泽西州学校发展局的监督下承担这些地区学校建设和翻修项目的所有费用。学区教育委员会由七名成员组成，负责制定政策，并通过其督学管理监督学区的财政和教育运作。作为第一类学区，董事会的受托人由市长任命，任期三年，任期交错，每年有两到三个席位可供重新任命。董事会任命一名负责人监督该地区的日常运营，并任命一名商业管理员监督该地区商业职能。整个学区经历了一场“建造”复兴。
截至2022-23学年，该学区由25所学校组成，共有14,852名学生和966.4名任课教师（按全职计算），学生与教师的比例为15.4:1。该学区包括13所小学、6所初级中学、3所中学和3所高级中学。
默瑟县所有八年级学生都有资格申请参加默瑟县技术学校提供的高中课程，默瑟县是一个全县职业学区，在其健康科学院、STEM学院和烹饪艺术学院提供全日制职业和技术教育，学生无需支付学费。
玛丽·H·卡岑巴赫聋哑学校（前身为新泽西州聋哑学校和新泽西州聋哑人协会）是全州范围内的聋哑学校，于1883年在特伦顿开学，一直到1923年搬到西特伦顿。

### 特许学校
特伦顿有几所特许学校，包括首都预备特许高中、艾米丽·费舍尔特许学校、基金会学院特许学校、国际特许学校、保罗·罗伯逊特许学校和乡村特许学校。
由SABIS学校网络拥有和监督的特伦顿国际学院于2014年成为一所特许学校。2017年2月22日，特伦顿市长埃里克·杰克逊参观了这所学校，当时学校在佩里街500号的前特伦顿时报大楼内开业，此前完成了1700万美元的翻修项目。在收到新泽西州教育部的通知，由于学业成绩和学校管理问题，学校的章程将不会续签后，学校于2018年6月30日关闭。

### 私立学校
特伦顿天主教学院高中为9-12年级的学生提供教学，而特伦顿天主教学校文法学校为学前班至8年级的学生提供教学；这两所学校都在天主教特伦顿教区的赞助下运作。
特伦顿是巴亚安学院（伊斯兰学校）的所在地，该学院于2001年9月对学龄前学生开放，并在随后几年增加了年级。
特伦顿社区音乐学校是一所非营利性的社区艺术学校。该校由执行董事马西娅·伍德于1997年创立。学校在圣体天主教堂和科普兰表演艺术中心运营。

## 犯罪
特伦顿警察局成立于1792年，当时该市成立。它与默瑟县警长办公室合作。
2005年，特伦顿发生了31起凶杀案，这是该市历史上单年凶杀案数量最多的一年。2005年，在摩根·奎特诺第12次年度调查中，该市在全国129个人口在75000至99999之间的城市中被评为第四大“最危险”城市。在2006年的调查中，特伦顿在摩根·奎特诺调查的全国371个城市中被列为第14位最危险的城市，并再次被评为75000-99999人口范围内126个城市中的第四位最危险城市。
2011年9月，由于预算削减，该市解雇了108名警察；这几乎占特伦顿警察局人员的三分之一，需要派遣30名高级警官进行巡逻，以代替监督职责。
2013年，该市创下了37起凶杀案的新纪录。2014年，截至7月底，共有23起谋杀案，该市的凶杀率有望打破前一年的记录，直到特伦顿有81天没有谋杀案；这座城市在年底发生了34起谋杀案。2020年，该市以创纪录的40起凶杀案超过了2013年的凶杀案数量。
新泽西州立监狱（前身为特伦顿州立监狱）有两个最高安全级别的单位。它收容了该州一些最危险的人，其中包括新泽西州的死囚，直到该州于2007年禁止死刑。

## 交通

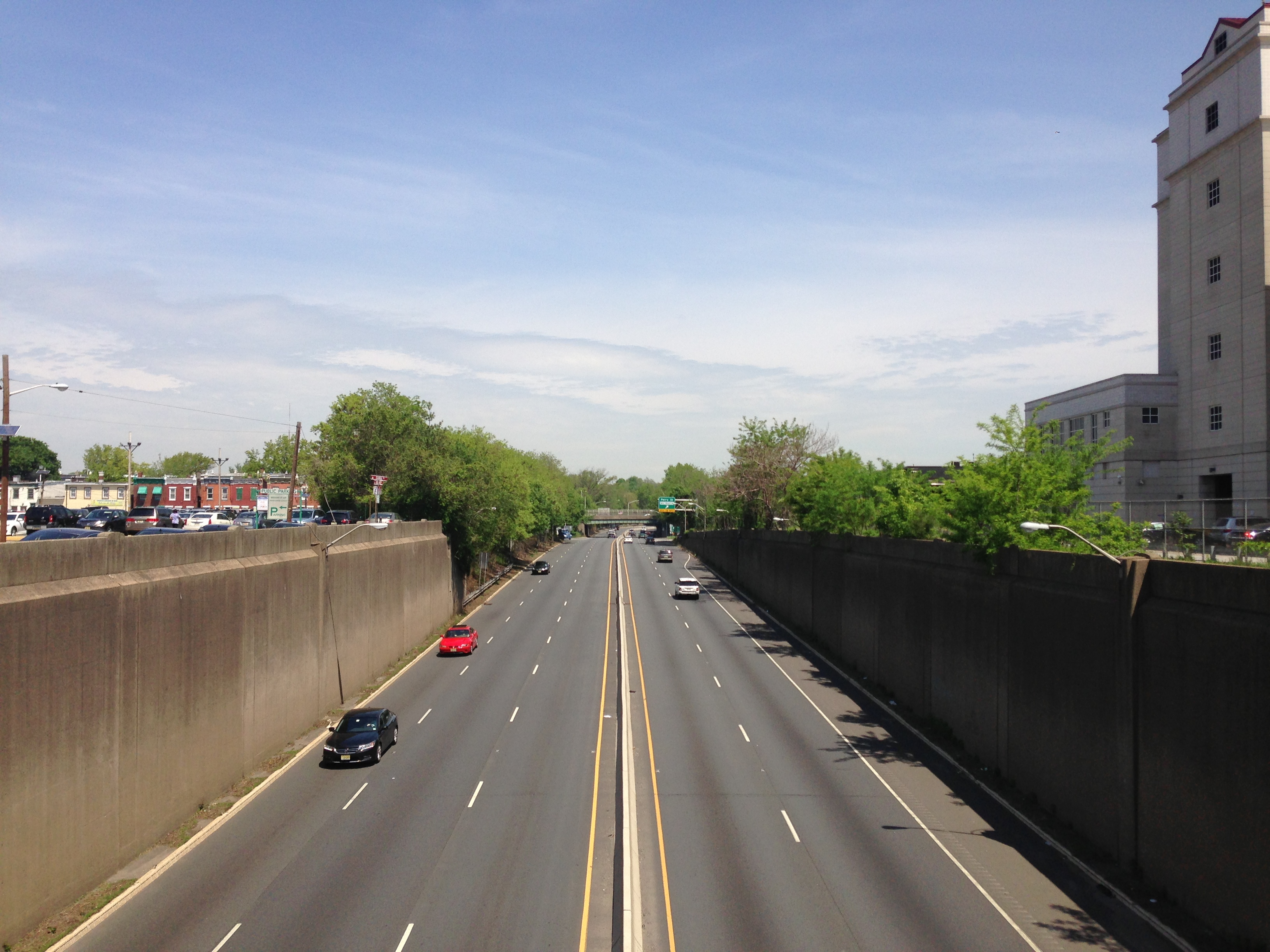
美国一号国道途径特伦顿

截至2010年5月，该市共有168.80英里（271.66公里）的道路，其中145.57英里（234.27公里）由市政府维护，11.33英里（18.23公里）由默瑟县维护，10.92英里（17.57公里）由新泽西州交通部维护，0.99英里（1.59公里）由特拉华河联合收费桥委员会维护。
几条高速公路穿过这座城市。其中包括特伦顿高速公路（美国一号国道的一部分）和约翰·菲奇公园路，后者是州29号公路的组成部分。运河大道，更常见的是州129号公路，连接一号国道和南特伦顿的州29号公路。美国206号国道、州31号公路和33号公路也通过常规城市街道（分别为宽街/布伦瑞克大道/普林斯顿大道、彭宁顿大道和格林伍德大道）穿过城市。
29号公路将该市连接到295号州际公路和195号州际高速公路，后者在罗宾斯维尔镇区的7A出口处连接到新泽西州收费公路（95号州际道路），市中心附近的路段计划改建为城市大道。

### 公共交通
城市及其附近郊区的公共交通以新泽西交通运营的当地公交线路的形式提供。SEPTA提供前往宾夕法尼亚州巴克斯县的巴士服务。
特伦顿交通中心位于交通繁忙的东北走廊上，是SEPTA特伦顿线（通往费城的本地列车服务）的北行终点站，也是新泽西通勤铁路东北走廊线（通往纽约宾夕法尼亚车站的本地列车服务）的南行终点站。火车站也是河流线的北行终点站，河流线是一条通往肯顿的柴油轻轨线路。另外两个河流线车站，卡斯街和汉密尔顿大道，位于市内。东北走廊沿线的美铁列车服务提供长途运输。
最近的商业机场是尤英镇区的特伦顿-默瑟机场，距离特伦顿市中心约8英里（13公里），由边境航空公司提供服务。附近的主要机场是纽华克自由国际机场和费城国际机场，分别距离55.2英里（88.8公里）和43.4英里（69.8公里），可乘坐新泽西州运输公司或美铁直达纽瓦克，也可乘坐SEPTA区域铁路直达费城。
新泽西州公交运营公司在特伦顿和费城之间提供409路公交车服务，通过600、601、603、606、607、608、609、611和624路公交车为周边社区提供服务。
大默瑟运输管理协会在特伦顿交通中心和南布伦瑞克仓库区之间的130号公路连接上提供服务，沿途停靠汉密尔顿火车站、汉密尔顿市场、海茨敦和东温莎市中心广场。

## 媒体
特伦顿由两份日报《特伦顿时报》和《特伦顿人报》以及一份月度广告杂志“城市”特伦顿N.E.W.S.提供服务。广播电台WKXW和Top 40 WPST也获得了特伦顿的许可。已经停刊的期刊包括《特伦顿真正美国人》。特伦顿地区有一家当地电视台WPHY-CD TV-25。
特伦顿是费城电视市场的一部分，但一些当地电视运营商也运营服务于纽约市市场的电视台。虽然这是自己的广播市场，但费城和纽约的许多电台都很容易接收到。
特伦顿是前公共电视台新泽西网络工作室的所在地。